# ЮМЗ Т1
ЮМЗ Т1 — двосекційний тролейбус особливо великої місткості для міських перевезень, який випускався на Південному машинобудівному заводі з 1992 по 1998 роки, з 1993 року, крім Дніпра, складався на підприємствах «Південмашу» у Павлограді.
ЮМЗ Т1 — це, по суті, вдосконалений Київ-11, що збирався на Київському заводі електротранспорту. Однак ЮМЗ вийшов кращим, ніж Київ-11, за якістю складання та комплектуючими. На базі ЮМЗ Т1 розроблено і його коротку версію — ЮМЗ Т2, що і досі експлуатуються у деяких тролейбусних господарствах України.
Конструкція тролейбусів ЮМЗ:
- лонжеронна рама з трубчастих профілів;
- кабельна електрична мережа з малогабаритними розйомами;
- розміщення тягового електроустаткування на даху полегшує ремонт і обслуговування, забезпечує природне охолодження;
- трубопроводи пневмосистеми виготовлені з нержавіючої сталі.

У даних тролейбусів були недоліки, як-от підвищені витрати електроенергії і несинхронізована робота двох тягових двигунів при неналежному обслуговуванні. Через погану пристосованість таких машин до доріг України, та інші чинники, зокрема наявність нового рухомого складу, багато тролейбусів перероблено у коротші шляхом обрізання причепу, також багато списано через поганий технічний стан, поламки та великий вік.

## Історія

### Початок
У 1991 році на Київському заводі електротранспорту після двадцятирічної перерви було відновлено виробництво власних тролейбусів. Причиною цьому стало припинення масових постачань в столицю України чеських тролейбусів Škoda 14Tr і Škoda 15Tr різних модифікацій, придатних до використання на крутих затяжних підйомах, які є характерними для Київських вулиць. Першими тролейбусами незалежної України стали машини Київ-11, спроектовані фахівцями КЗЕТа — зчленовані тролейбуси особливо великої місткості, оснащені двома електродвигунами, а відповідно і двома ведучими мостами — середнім, та заднім, передня вісь була, логічно, керованою. Тому вони були придатні для роботи в містах із складним рельєфом, до яких відноситься і Київ.
Нові тролейбуси були виготовлені практично повністю з вітчизняних комплектуючих. Випробування показали перспективність цієї моделі, проте, через обмежені виробничі можливості завод не міг організувати її серійний випуск (випущено 10 штук), тим більше і якість тролейбусів Київ-11 шкутильгала на обидві ноги, через низьку якість цих машин їх було списано досить скоро. Також 5 тролейбусів Київ-11 побудував Мінський завод «Белкоммунмаш», однак ці тролейбуси вийшли не набагато кращими, і їх списано на початку—середині 2000-х років.
Тому, по вказівці «згори» виробництво тролейбусів Київ-11 було передано на Південний машинобудівний завод, що займається розробкою стратегічних ракет, які в умовах конверсії стали абсолютно непотрібною продукцією, серійний випуск машин налагоджено у 1992 році. Науковим керівником робіт по розробці тролейбуса призначено Володимира Веклича, а головним конструктором Михайла Галася. У стислі терміни модель поставили на конвеєр, але вже під власною назвою — ЮМЗ Т1. Однак не слід вважати, що Київ-11 і ЮМЗ Т1 є один і той же тролейбус, Київ-11, а також його коротка версія Київ-11У (непрямий родич ЮМЗ Т2) випускалися малими партіями до 1994 року, жодного робочого Київ-11 зараз немає.
В той же час конструкція тролейбуса була трохи переглянута фахівцями «Південмашу». Механічна частина змін не зазнала, а ось тягове електроустаткування було модернізоване, хоч і залишилося вітчизняним, — два тягових електродвигуна ЕД138У2 харківського заводу «Електроважмаш» по 130 кВт кожен (на відміну від двох Динамо ДК-213Б по 115 кВт на Київ-11 Московського виробництва), полтавський компресор, що нагнітав повітря до пневмосистеми тролейбуса, що не вимагає мастила (хоча вельми шумний), малогабаритні роз'єми в електропроводці, що широко застосовувалися в ракетній техніці. Пускогальмівні реостати (та і не тільки вони, наприклад обмежувачі ходу штанг, статичний перетворювач напруги), як і на Київ-11, були винесені на дах для природного охолоджування і з метою покращення пожежної безпеки.
Система управління тяговими двигунами залишилася реостатно-контакторною, що зараз, через виникнення таких систем, як IGBT є неекономічною, через великі витрати електроенергії на пускогальмівних реостатах, зокрема тролейбус споживав досить багато електроенергії.
Перші три машини ЮМЗ Т1 були виготовлені на Південному машинобудівному заводі в січні 1992 року. «Перша серія» ЮМЗ Т1, випущена у 1992—1993 роках, мала трохи менші вікна, аніж наступні випуски, вікна були аналогічні тим, що були на К-11, у «другій» серії вони вже були більшими. А в 1993 році, окрім Дніпропетровська, була налагоджена збірка цієї моделі на одному з дочірніх підприємств «Південмаш», в Павлограді Дніпропетровської області. Тролейбуси цих заводів відрізнялися забарвленням. Дніпропетровські машини фарбувалися в білий колір з синьою або зеленою смугою в нижній частині і низом такого ж кольору або сірою, а до кінця 1995 року завод перейшов на стандартне забарвлення — білу з синім низом і синьою смугою під вікнами; це забарвлення до цього часу застосовується на ЮМЗ Т2. Павлоградські ж машини були в основному різнокольорові із іншою смугою, складнішої форми, над колісними арками. Крім того, в павлоградських ЮМЗ була трохи інша контакторна панель, менш вдала і надійна, ніж у дніпропетровських. Заводська нумерація тролейбусів ЮМЗ Т1 була наскрізна, але в дніпропетровських перші дві цифри п'ятизначного номера вказували рік випуску, на павлоградських же там були просто нулі. Варто також зауважити, що у тролейбусів ЮМЗ Т1 з 1994—1995 року нижні віконця на дверях, присутні на Київ-11 вже зникли, вони залишилися лише на передній створці передніх дверей.

### Серійне виробництво і робота в містах
У 1994 році в серійне виробництво був запущений тролейбус ЮМЗ Т2, який був короткою версією ЮМЗ Т1. В той же час на «Південмаші» намагалися налагодити збірку зчленованих тролейбусів з тиристорно-імпульсною системою керування, зо забезпечувала безступінчату зміну сили струму, що проходив через обмотки ТЕД, і відповідно плавний розгін та гальмування, до того ж, ТІСК заощаджувала 20—25 % електроенергії порівняно з РКСК. У 1995 році був випущений зчленований тролейбус, по кузову аналогічний ЮМЗ Т1, але оснащений ТІСК. Він отримав індекс «ЮМЗ-Т3К». Проте в серію ця машина так і не пішла, головним чином через небажання ремонтників працювати зі складною електронікою.
Надалі єдиний «ЮМЗ-Т3К» був переоснащений РКСК та поступив до тролейбусного депо № 2 Донецька з парковим № 2010. Він працював у Донецьку до 2009 року, зараз він списаний.

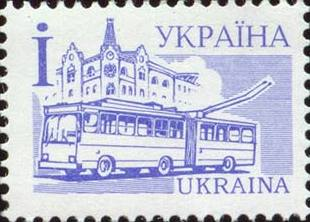
«ЮМЗ Т1», поштова марка України (2005)

Виробництво ЮМЗ Т1 продовжувалося до 1998 року, при цьому було випущено близько 500 таких тролейбусів, більшість з яких вже виведені з експлуатації. З 1992 по 1998 рік тролейбуси ЮМЗ Т1 отримали Алчевськ, Бахмут, Біла Церква, Вінниця, Горлівка, Дзержинськ (нині — Торецьк), Дніпропетровськ (нині — Дніпро), Донецьк, Житомир (остання поставка у 1998), Запоріжжя, Івано-Франківськ, Київ (виведені з експлуатації у 2010 році), Краматорськ, Кременчук, Кривий Ріг, Луганськ, Луцьк, Макіївка, Маріуполь, Одеса, Полтава, Рівне, Севастополь, Сєвєродонецьк, Сімферополь, Слов'янськ, Суми, Тернопіль, Харків, Херсон, Хмельницький, Чернігів, Чернівці.
Також ця модель тролейбусів експлуатувалась у містах інших країн:
- Білорусь (Мінськ — списані);
- Естонія (Таллінн — списані у 2001 році);
- Молдова (Кишинів — з 4-х ЮМЗ Т1 діє донині 3 машини)
- Росія (Оренбург — усі тролейбуси списані у 2005 році).

Останнім містом, в яке надійшов ЮМЗ Т1, у 1998 році був Житомир.

### Експлуатація
Машині були властиві кілька недоліків — застаріла конструкція, недосконала система керування (що, при низькоякісному обслуговуванні, з часом призводило до розсинхронізації роботи ТЕД), підвищене споживання електроенергії. У 1996 році виробництво ЮМЗ Т1 в Дніпропетровську було припинене. У Павлограді цю модель випускали в невеликих кількостях до вересня 1998 року. При цьому коротка версія цієї моделі, ЮМЗ Т2, випускалася до початку 2009 року і мала успіх на українському ринку. Але після півторарічної перерви, у липні 2010 виготовлено два ЮМЗ Т2 для Макіївки. Зчленовані ж машини ЮМЗ Т1 в багатьох містах були обрізані (їм відрізали причеп з гормошкою) у короткі (довжина їх або ідентична, або майже ідентична ЮМЗ Т2), які отримали назву ЮМЗ Т2П/ЮМЗ Т1Р — загалом було вкорочено близько 100 тролейбусів.

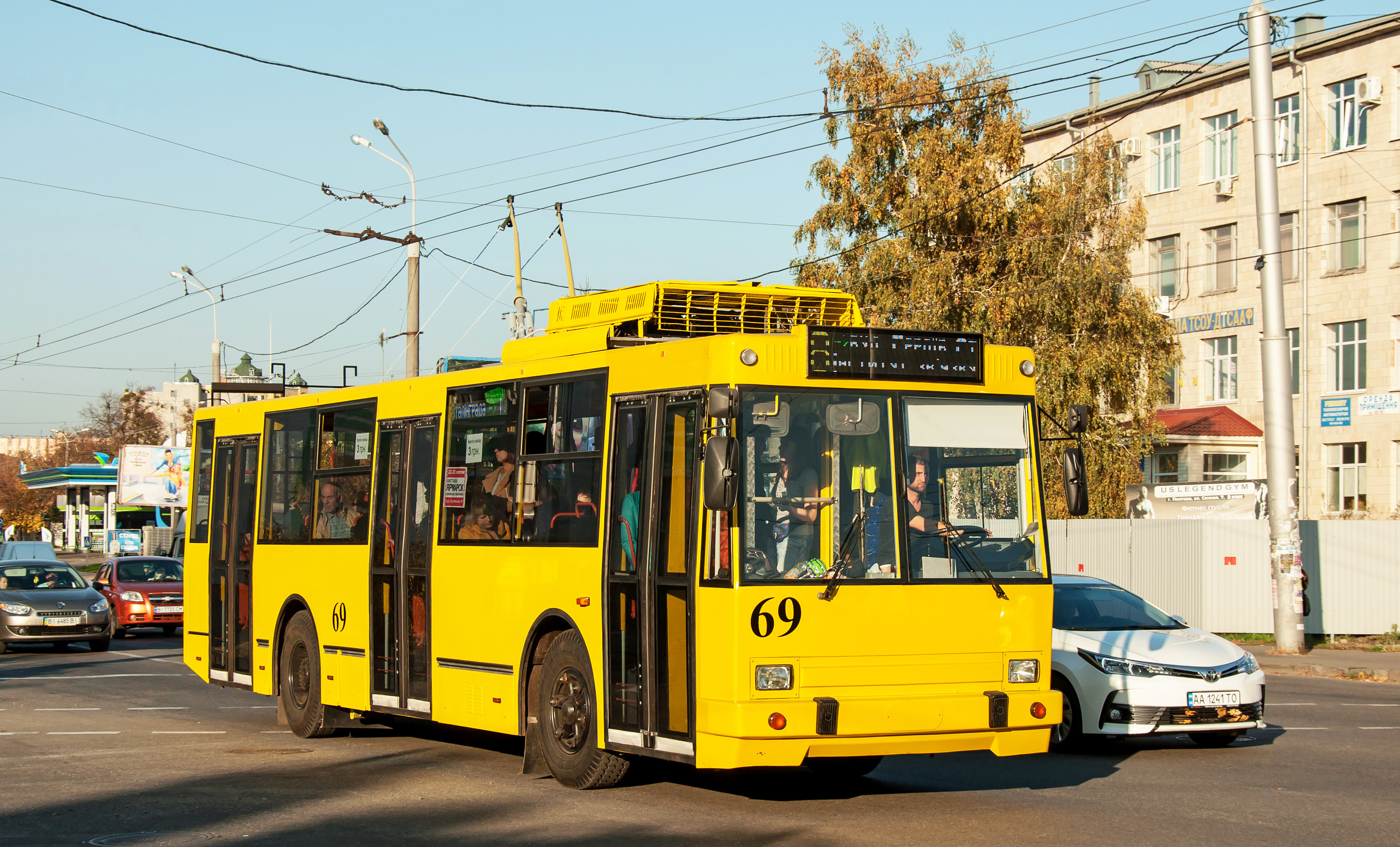
ЮМЗ Т2П/ЮМЗ Т1Р

Після 2000 року почалися списання тролейбусів цієї моделі. Станом на грудень 2011 року списано вже трохи більше 200 тролейбусів, причому в таких містах, як Київ (експлуатувалися до 2010 року), Донецьк, Запоріжжя, Луганськ, Макіївка, Маріуполь, Сімферополь, Севастополь, Сєвєродонецьк, Херсон та Чернівці ця модель повністю виведена з експлуатації, а більшість машин, що залишилися, — неробочі.
Тролейбуси, що працювали у Оренбурзі списані впродовж 2003—2005 років, у Мінську — у 2007 році.

## Модифікації
За час виробництва було розроблено дві модифікації ЮМЗ Т1. Перша з них, ЮМЗ Т3К — це тролейбус обладнаний тиристорно-імпульсною системою керування, побудований у 1995 році у єдиному екземплярі, у серійне виробництво модифікація не пішла. Єдиний екземпляр було переобладнано РКСК та відправлено у Донецьк, де він працював під номером 2010, утримувався у 2 тролейбусному депо, і був списаний у 2009 році. Хоча він числився, як звичайний ЮМЗ Т1, на заводській табличці його назву було зазначено, як ЮМЗ Т3К.
У деяких містах України, першою з яких була Полтава, тролейбусам ЮМЗ Т1 під час ремонту відрізали причіп, а задню панель новозпечений тролейбус отримував від причепа, як і задні двері. Ця модифікація отримала назву ЮМЗ Т2П, або ЮМЗ Т1Р. Станом на 2010 рік вкорочено близько сотні тролейбусів ЮМЗ Т1. ЮМЗ Т2П (ЮМЗ Т1Р) аналогічний тролейбусу ЮМЗ Т2, габаритні розміри у них практично однакові.

## Опис
Тролейбус ЮМЗ Т1 являє собою двохсекційну машину особливо великої місткості, призначену для міських перевезень. Тролейбус став другим серійним, що випускався за незалежної України, по суті він є вдосконаленим Київ-11, яких було випущено лише 15. Від Київ-11 у нього є ряд відмінностей:
- У Київ-11 інакше скло водія з лівого боку
- У Київ-11 немає рейсовказівника зпереду, у ЮМЗ Т1 він є, немає їх лише на найперших випущених екземплярах ЮМЗ Т1.
- У ЮМЗ інше планування салону.
- У ЮМЗ Т1 (окрім «першої серії» тролейбусів у 1992—1993 років) площа остеклення більша, бокові вікна трохи більші за ті, що були у Київ-11, однак це не у всіх так, є і екземпляри з боковими вікнами як у К-11.
- Не у всіх Київ-11 були задні віконця овальної форми, у ЮМЗ-Т1 вони є у всіх.
- У ЮМЗ інша приборна панель, у Київ-11 вона більше нагадувала приборну панель ЗіУ.
- Якість ЮМЗ, особливо салону та місця водія стала набагато кращою, аніж у Київ-11, у якого салон та робоче місце були зроблені халтурно.
- У деяких К-11 були горизонтальні склоочисники, у ЮМЗ вони лише паралелограмні.
- У Київ-11 було два двигуни ДК-213, у ЮМЗ — два ЕД-138.
- У ЮМЗ Т1 інший компресор.
- У ЮМЗ краща та більш довговічна конструкція, хоча комплектуючі лишилися практично тими самими.
- У ЮМЗ Т1 випуску 1994 років нижні віконця на дверях зникли, окрім віконця на передній створці передніх дверей.

Довжина тролейбуса становить 18 метрів. ЮМЗ Т1 часто прозивали  «баяном», «зцепкою» та «гармошкою» через з'єднувальну секцію, що нагадує гармошку. Кузов тролейбуса рамний, вагонного компонування, основним несівним елементом конструкції є лонжеронна рама, що складається з двох лонжеронів, поперечин та ряду інших агрегатів, на яких встановлюється кузов, до рами кріпляться усі необхідні вузли та агрегати, рама тролейбуса виготовлена з високоміцної сталі. каркас тролейбуса виконується зі сталевих профлілів, а обшивка боковин, переда, даху та заду виконується зі сталевих листів.
Перед тролейбуса залишився від К-11 — лобове скло з двох половинок, триплекс, одинарні круглі фари. Щодо склоочисників, то якщо у деяких Київ-11 вони були горизонтального типу, то у всіх ЮМЗ Т1 вони паралелограмні, та приводяться у дію від одного електродвигуна. У ЮМЗ Т1 також з'явився передній рейсовказівник над лобовим склом, точніше, у першої серії його ще не було, там була проста порожня панель, як у Київ-11. Також у ЮМЗ Т1 наявний знак «автопоїзда», три габаритні ліхтарі, що розміщуються на дасі тролейбуса зпереду.
Перевагою Київ-11 було винесення контейнеру пускотормозними реостатами на дах тролейбуса, що забезпечувало їх природне охолодження, а також значно полегшувало ремонт електрообладнання у раз поламок. На тролейбус ЮМЗ Т1 встановлювалося два електродвигуни постійного струму змішаного збудження ЕД-138У2 виробництва заводу «Електроважмаш», Харків, замість двох електродвигунів постійного струму ДК-213, які були на Київ-11. Кожен з двигунів ЕД-138У2 має потужність 130 кіловат (разом виходить 260), тому тролейбус мав достатньо потужність, аби долати підйоми у 12 %. Однак у багатьох машин через низьку якість обслуговування були проблеми з синхронізацією роботи ТЕД, через що причеп стартував першим. Система керування тролейбуса є реостатно-контакторною.
ЮМЗ Т1 має два ведучі мости — перший ТЕД, що розміщувався під підлогою між першою та другою осями передавав крутний момент по двохшарнірній карданній передачі на середній (2-й) міст, а другий ТЕД передавав крутний момент на 3-й (задній) міст. Передня керована вісь у тролейбуса — МАЗ-500А-3000011, виробництва Миронівського авто агрегатного заводу, ведучі мости у тролейбуса угорські від Raba. Головні передачі, зубчаті механізми, що виконують функцію передачі та підвищення крутного моменту від карданного валу до ведучих коліс — конічні, з гіпоїдними зубчатими колесам (один з різновидів конічної зубчатої передачі, так вони називаються через (невелику) подібність форми зубчатого колеса на зрізаний конус). Бортові передачі, що передають крутний момент до ведучих коліс — циліндричні прямозубі (за формою циліндричне зубчате колесо нагадує зплюснутий циліндр, а зубці зубчатого колеса поставлені прямо, а не під кутом). Підвіска тролейбуса пневморессорна, з телескопічними амортизаторами; підвіска усіх коліс залежна — колеса жорстко зв'язані між собою і завжди паралельні одне одному.
Компресорний агрегат тролейбуса ЮМЗ Т1 слугує для нагнітання стиснутого повітря у пневмосистему — системи відкриття дверей, пневмогальм. Якщо у Київ-11 був російський компресор ЭК-4В з привідним електродвигуном ДК-408 (чи ДК-410), то у ЮМЗ Т1 ВО-0.3/8-13 Полтавського турбомеханічного заводу. Приводиться він у дію від електродвигуна ДК-410Б. Для живлення низьковольтних ланцюгів тролейбуса застосовувався статичний перетворювач ИПТ 820-28.5/160 (Київський завод Електромаш), ПС 150/28.5 (Дніпропетровський завод ОКТБ «Джерела Живлення»), ПС-5 або інші залежно від замовлення. У деяких випадках у процесі експлуатації, статичні перетворювачі міняли на мотор-генератор (умформер). Для живлення низьковольтних ланцюгів також застосовувалися акумуляторні батареї 9КМ-100Р саратовського виробництва.
Гальмівна система тролейбуса є двоступінчатою: спершу у дію вступає електрогальмо, потім пневмогальмо. Пневматична гальмівна система — триконтурна. Гальмівні механізми — барабанні (закритого типу), гальмівна колодка притискається до гальмівного механізму зсередини. Гальмівний шлях з швидкості 60 км/год з повною конструктивною масою становить 32 метри.
Салон ЮМЗ Т1 — доволі просторий. Для входу у салон служать чотири двостворчасті двері поворотно-зсувного типу з пневмоприводом ПУД-1Д, ПУД-2Д виробництва «Фесто-Україна» (Сімферополь). Салон виконаний без особливих інновацій. У салоні розміщується 35—40 сидінь, що обтягнуті дерматином. У самому ж салоні може їхати понад 170 чоловік (у годину пік цифра буває і більше), тому Т1 виявився вкрай корисним для завантажених маршрутів, і місткість є одною з його безсумнівних переваг. У Т1 непогана система вентиляції — великі зсувні кватирки знаходяться майже у кожному вікні, до того ж є і дахові люки. Однак у ЮМЗ Т1 недосконала система опалення, потужності обігрівачів недостатньо для опалення такого великого салону, тому у ЮМЗ Т1 зимою доволі холодно.
Кабіна водія, традиційно для нових (відносно) українських тролейбусів є відгородженою від пасажирського салону перегородкою. Приборна панель тролейбуса стала іншою, порівняно з Київ-11: у Київ-11 за формою панель була подібна до Шкоди, у ЮМЗ вона напівокруглої форми, і встановлена практично горизонтально, однак панель стала охайніше виглядати, покращився і комфорт водія. Панель ЮМЗ еволюціонувала протягом років виробництва, у новіших ЮМЗ на панелі було присутньо більше клавіш, аніж тумблерів. У новіших випусків (десь з 1995) педалі стали виглядати не так «топорно».

## Експлуатація тролейбусів ЮМЗ Т1 позаУкраїною

### Оренбург
Найбільше 27 тролейбусів ЮМЗ Т1 працювали у Оренбурзі. Оренбург був єдиним містом в Росії, де експлуатувалися ЮМЗ Т1, отримані впродовж 1993-1994 років. Більшість тролейбусів мало сіре та кремове забарвлення. Тролейбуси були придбані за бартером за газ «Оренбурггазпромом». З огляду на свої габарити вони не вміщалися на території депо № 1, тому спочатку вони відстоювалися на майданчику для відстою у тролейбусному депо № 1 по проспекту Автоматики, 13. При закритті депо № 2 ЮМЗ Т1 не стали переводити до депо № 1, а просто були списані (останні списані у 2005 році). Офіційна причина списання: депо на вулиці Рибаковській було старе і мале і не розраховане на обслуговування зчленованих тролейбусів. Одна машина (№ 333) згоріла на лінії 21 січня 2000 року.

### Мінськ
5 тролейбусів ЮМЗ Т1 (№ 5174, 5175, 5177, 5186, 5187) працювали у Мінську. Їх списано в середині 2000-х, останній (№ 5187) списаний у 2014 році. ЮМЗ Т1 був представлений як модернізована модель Київ-11 з деякими конструктивними особливостями, мав харківський двигун ЕД-138У2 (точніше, два), змінені планування салону та приборна панель. Машини були кращими за Київ-11 та мали проблеми з опаленням, жорсткою підвіскою, мали дуже великі енергозатрати.

### Кишинів
У Кишинів надійшло 4 тролейбуси ЮМЗ Т1 (№ 2127—2130) 1996 року випуску. Одна машина (№ 2128) списана у 2017 році, у 2019 році — № 2129 (через гнилий кузов), у 2020 році — № 2127 (через пожежу 5 грудня 2019 року).

### Таллінн
Один тролейбус ЮМЗ Т1 (№ 425) працював у Таллінні. Він надійшов у 1994 році, списаний у січні 2001 році.

## Технічні характеристики

### Розміри
| Довжина, мм                                                                                 | 18000 |
| Ширина, мм                                                                                  | 2500  |
| Висота, мм                                                                                  | 3355  |
| Колісна база тягача, мм                                                                     | 5400  |
| Колісна база напівпричепа, мм                                                               | 6520  |
| Колія переднього моста, мм                                                                  | 1950  |
| Колія ведучих мостів тягача і напівпричепа, мм                                              | 1710  |
| Мінімальний радіус розвороту, мм                                                            | 12100 |
| Кут переднього звісу (при повному навантаженні), °                                          | 12    |
| Кут заднього звісу (при повному навантаженні), °                                            | 6     |
| Мінімальний дорожній просвіт, мм                                                            | 180   |
| Максимальний дорожній просвіт, мм                                                           | 820   |
| Максимально допустиме відхилення штанг від осі дротів контактної мережі у будь-який бік, мм | 4500  |
| Висота нижньої підніжки від рівня дороги, мм                                                | 360   |

### Маси і навантаження
| Споряджена маса, при цьому навантаження, кг:                          | 18100 |
| Навантаження на передній міст                                         | 4978  |
| Навантаження на ведучий міст, кг                                      | 6359  |
| Навантаження задній міст, кг                                          | 6763  |
| Повна технічна маса, при цьому максимальні технічні навантаження, кг: | 30143 |
| Навантаження на передній міст, кг                                     | 6477  |
| Середній міст, кг                                                     | 12240 |
| Навантаження на задній міст, кг                                       | 11426 |

### Кузов
| Рама                                              | зварна, лонжеронного (поздовжнього) типу                                                           |
| Буксувальний пристрій                             | буксирувальний кронштейн на передку                                                                |
| Кузов                                             | суцільнометалевий, вагонного компонування, рамний                                                  |
| Кабіна                                            | закритого типу                                                                                     |
| Опалювання                                        | електрокалориферне, від контактної мережі; 2 печі в кабіні і 4 у салоні (2 у тягачі і 2 у причепі) |
| Ресурс тролейбуса до капітального ремонту:        | |
| Ресурс кузова до капітального ремонту, км пробігу | 600000 (~12 років)                                                                                 |
| Ресурс основних агрегатів (пробіг), км пробігу    | 300000                                                                                             |

### Салон
| місткість (з розрахунку 0,125 м² на 1 особу), пасажирів | 170 |
| Кількість місць для сидіння, з них, шт:                 | 37  |
| Кількість сидячих місць у тягачі, шт.                   | 19  |
| Кількість сидячих місць у другій секції, шт.            | 18  |

### Двигун
| Модель | ЕД138У2                                                                                 |
| Кількість тягових електродвигунів                                                                                             | 2                                                                                       |
| Тип | чотириполюсний, реверсивний, постійного струму із змішаним збудженням й самовентиляцією |
| Розташування | У колісні базі під підлогою салону перед ведучими мостами                               |
| Номінальна потужність, кіловат                                                                                                | 130                                                                                     |
| Номінальна напруга мережі, Вольт                                                                                              | 550                                                                                     |
| Номінальна сила струму, Ампер                                                                                                 | 260                                                                                     |
| Межі коливання напруги, Вольт                                                                                                 | 400…720                                                                                 |
| Максимальний крутний момент, Н×м                                                                                              | 710                                                                                     |
| Номінальна частота обертання ротора, об/хв.                                                                                   | 1750                                                                                    |
| Максимальна частота обертання ротора, об/хв                                                                                   | 3900                                                                                    |
| Маса електродвигуна (головного), кг                                                                                           | 750                                                                                     |
| Система мастила | кульковою масельничкою                                                                  |
| Система охолодження | примусова, з направленим рухом повітря                                                  |
| Питома витрата електроенергії на тягу на умовному маршруті при номінальному навантаженні і швидкості руху 23 км/год Вт×г/т.км | 128,2                                                                                   |
| Рівень шуму, що створюється тролейбусом:                                                                                      |                                                                                         |
| Зовнішній, (дБ) | 84,0                                                                                    |
| у пасажирському салоні, (дБ)                                                                                                  | 82,0                                                                                    |
| у кабіні, (дБ) | 85,0                                                                                    |

### Електрообладнання
| Система керування, тип                    | реостатно-контакторна                                         |
| Контактори                                | КТК 010 КПП 113 (Завод «Електроапаратура», Бендери, Молдова)  |
| Статичний перетворювач                    | ПС 150/28.5, ИПТ 820-28.5/160, ПС-5 умформер (у разі заміни)  |
| Акумуляторні батареї                      | 9КМ-100Р («Завод АИТ», Саратов)                               |
| Компресорний агрегат                      | ВО-0.3/8-13 («Полтавський турбомеханічний завод», м. Полтава) |
| Електродвигун компресора                  | ДК-410Б                                                       |
| Потужність електродвигуна компресора, кВт | 3,5                                                           |

### Динамічні характеристики
| Максимальна швидкість на горизонтальній ділянці траси, не менше ніж, км/год                                              | 60,70 |
| Час розгону 0—40 км/год, сек.                                                                                            | 25    |
| Уповільнення тролейбуса з повною технічною масою з 40 км/год до 10 км/год, забезпечуване електродинамічним гальмом, м/с² | 0,8   |
| Гальмівний шлях з швидкості 60 км/год з повною масою, м                                                                  | 32,1  |
| Максимальний підйом, подоланий тролейбусом з повною масою, %                                                             | 12    |

### Шасі
| Підвіска всіх мостів                      | залежна, пневморесорна                                             |
| Модель переднього мосту                   | МАЗ-500А-3000011                                                   |
| Балка переднього мосту, тип               | суцільноштампована                                                 |
| Модель ведучих (середній і задній) мостів | RABA 318.78 або МВ 92.00.000                                       |
| Балки провідних мостів, тип і матеріал    | зварні, з високоміцної сталі                                       |
| Ресори                                    | еліптичні, з 3-х або 6-ти листів                                   |
| Пружні пневмоелементи                     | рукавні                                                            |
| Амортизатори                              | Гідравлічні, телескопічні                                          |
| Головні передачі                          | Конічні, з гіпоїдними зубчастими колесами і конічним диференціалом |
| Колісні редуктори                         | планетарні, з циліндровими прямозубими зубчастими колесами         |
| Карданні вали                             | жорсткі, двошарнірні                                               |

### Шини
| Модель                                    | І-150                          |
| Тип                                       | радіальні                      |
| Розмір                                    | 12,00R20                       |
| Номінальний тиск повітря в шинах, кГс/см² | 0,8                            |
| Ошинування передніх/середніх/задніх коліс | односкатне/двоскатне/двоскатне |

### Рульове управління
| Тип                                                                              | Механічне, з гідропідсилювачем                  |
| Рульовий механізм                                                                | гвинт-кулькова гайка і рейка — зубчастий сектор |
| Передаточне число                                                                | 23,6                                            |
| Кількість обертів рульового колеса з нейтрального положення у положення до упору | 2,6                                             |

### Гальмівна система
| Робоча    | барабанна, триконтурна, що діє спільно з допоміжною                          |
| Стояночна | представлена ручним важелем, діє на гальмівні механізми коліс ведучих мостів |
| Допоміжна | електродинамічна, гальмування тяговим електродвигуном                        |
| Запасна   | її роль виконує стояночна система при відмові робочої або допоміжної         |

## Галерея

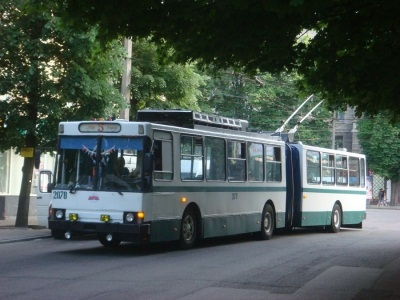
ЮМЗ Т1 у Дніпрі
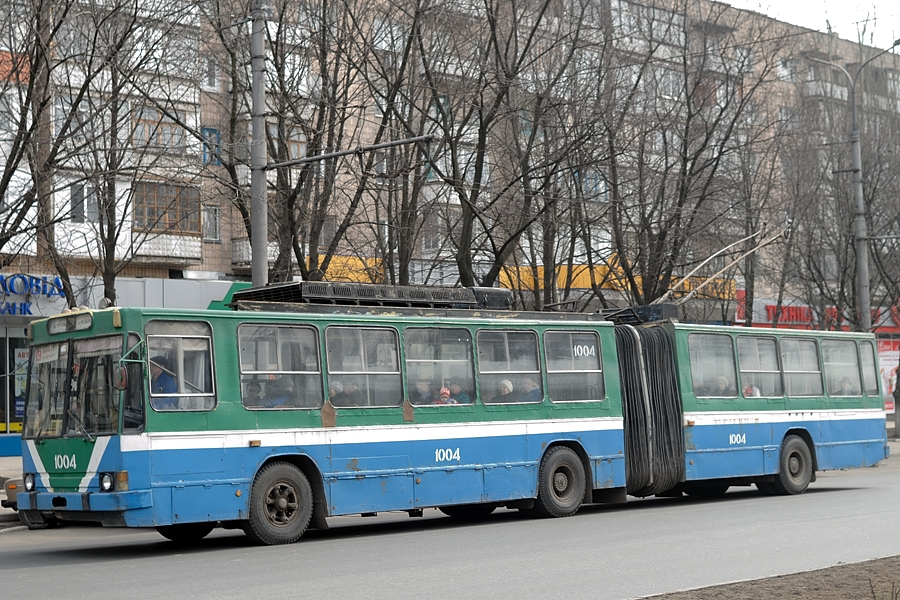
ЮМЗ Т1 у Донецьку
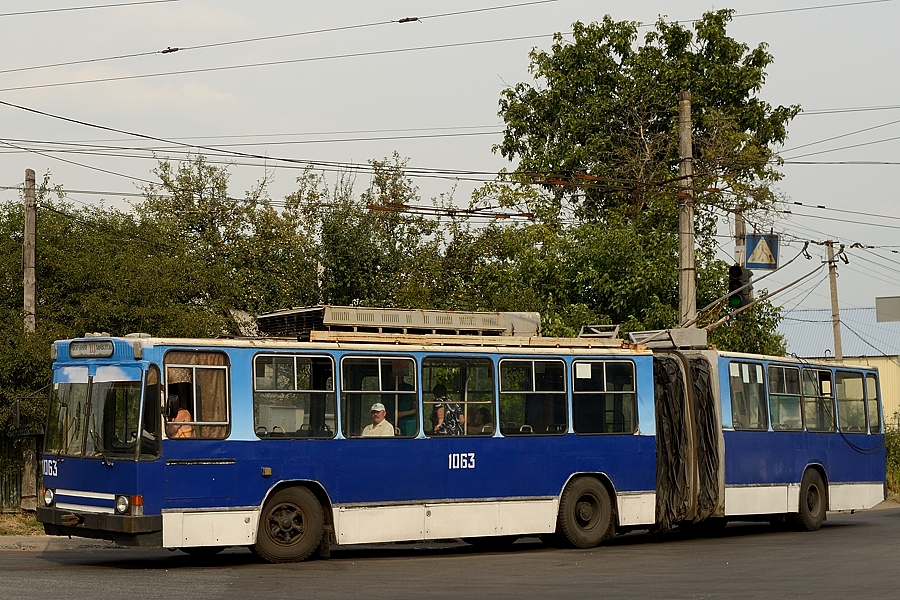
ЮМЗ Т1 у Житомирі
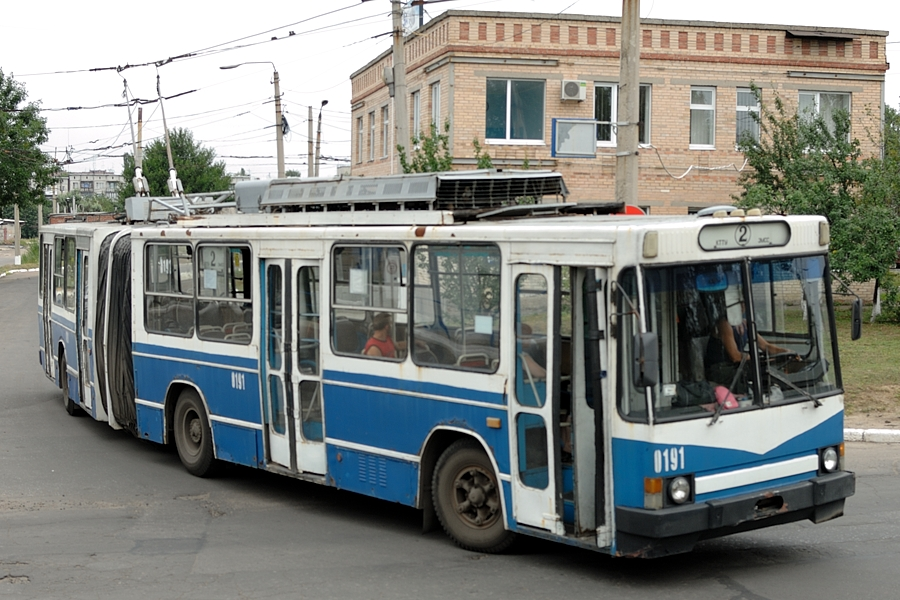
ЮМЗ Т1 у Краматорську
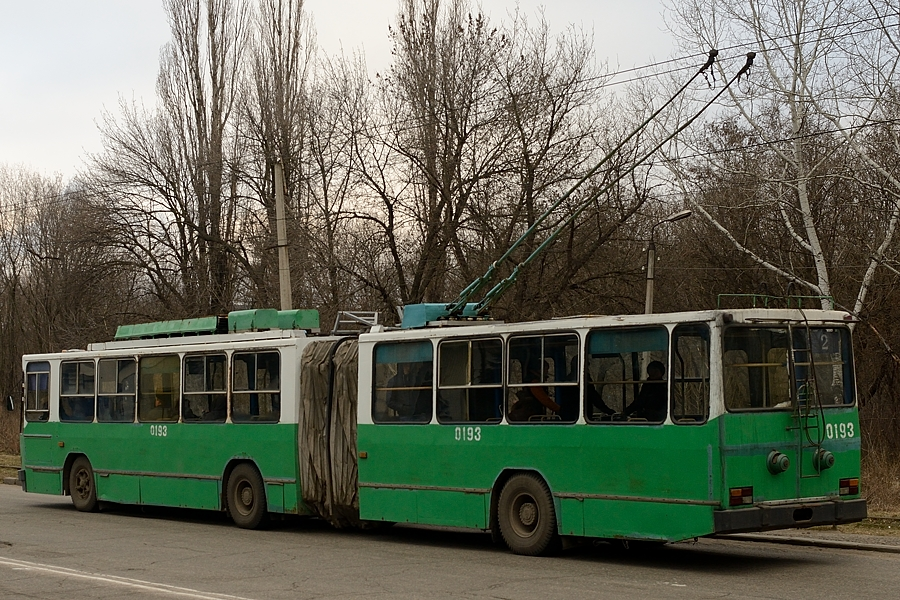
ЮМЗ Т1 у Краматорську
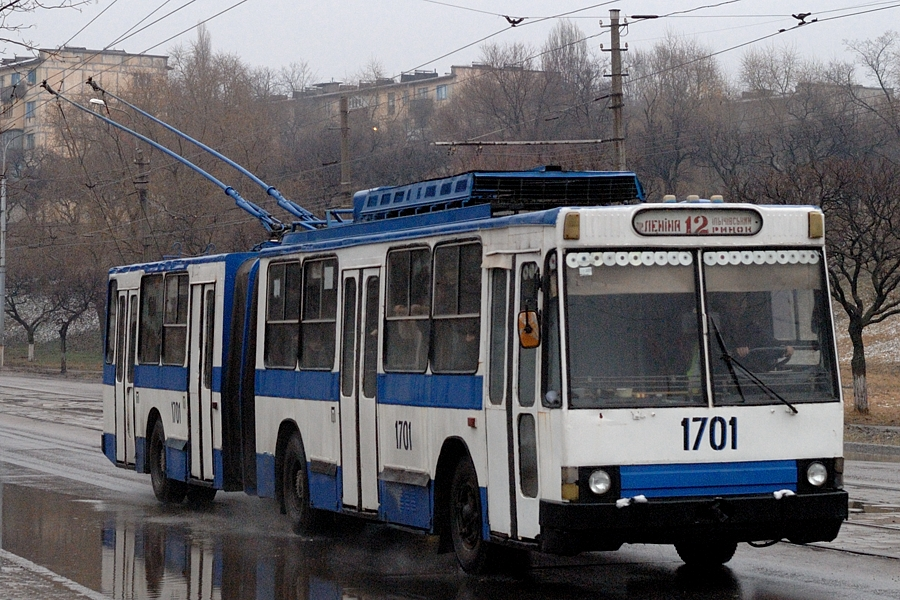
ЮМЗ Т1 у Маріуполі
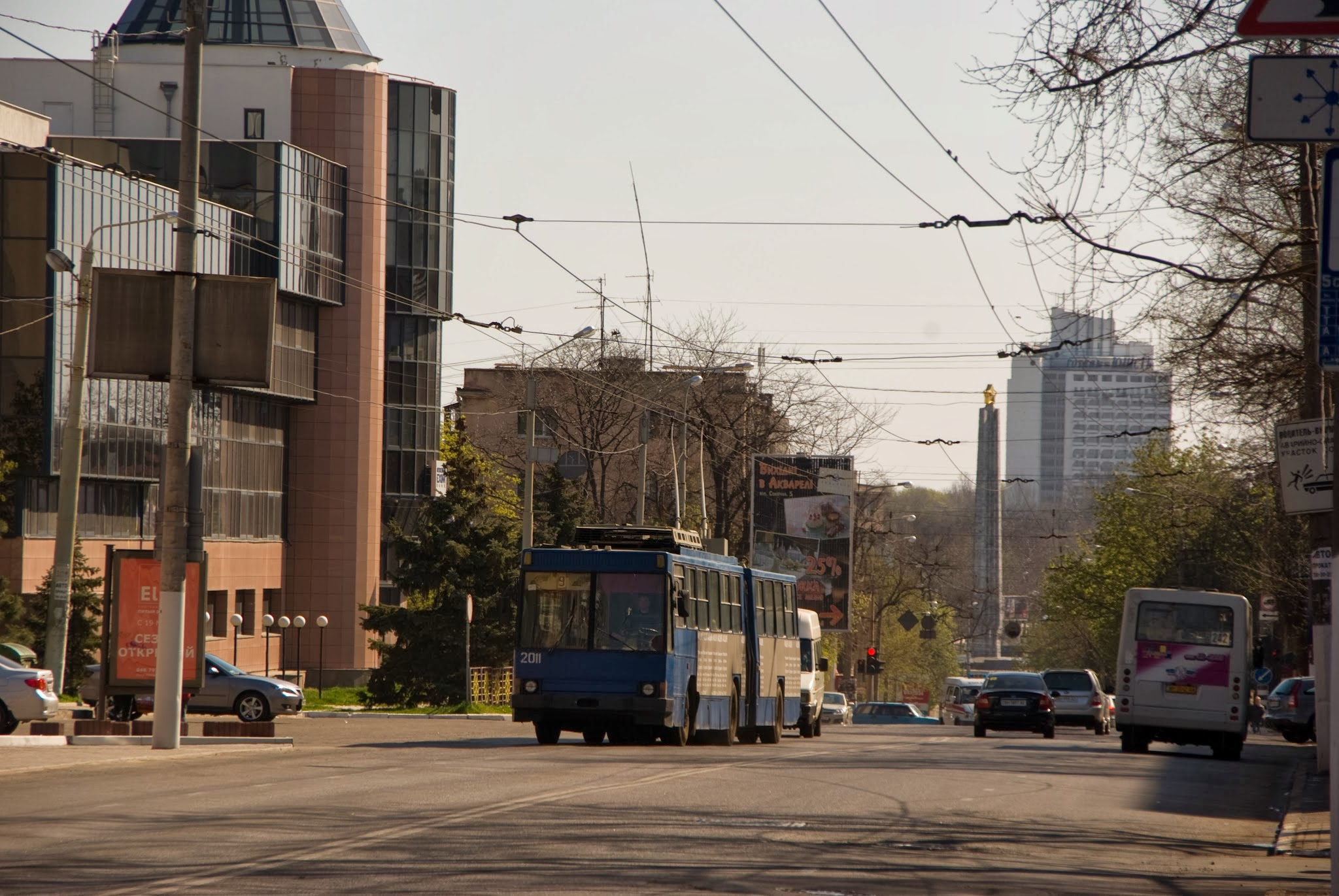
ЮМЗ Т1 в Одесі
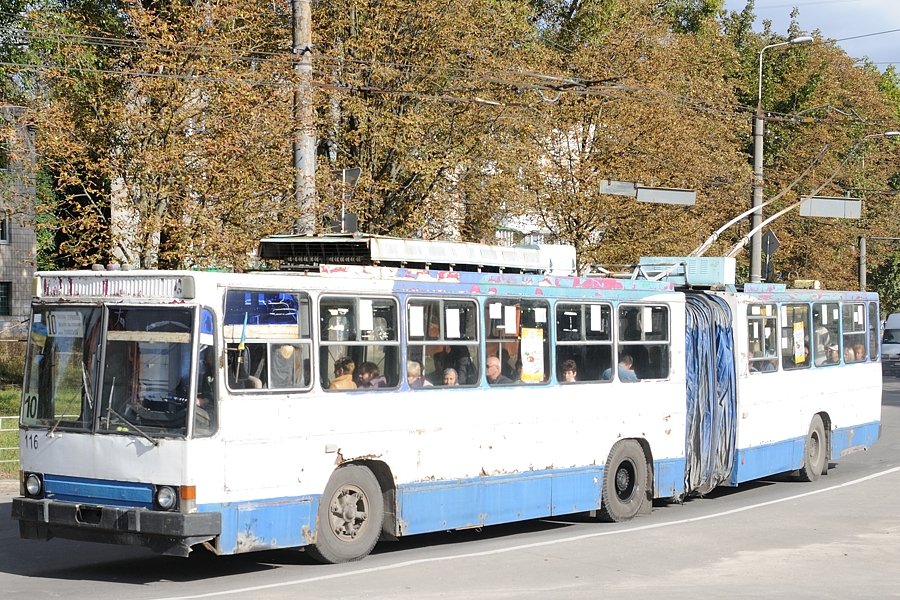
ЮМЗ Т1 у Тернополі
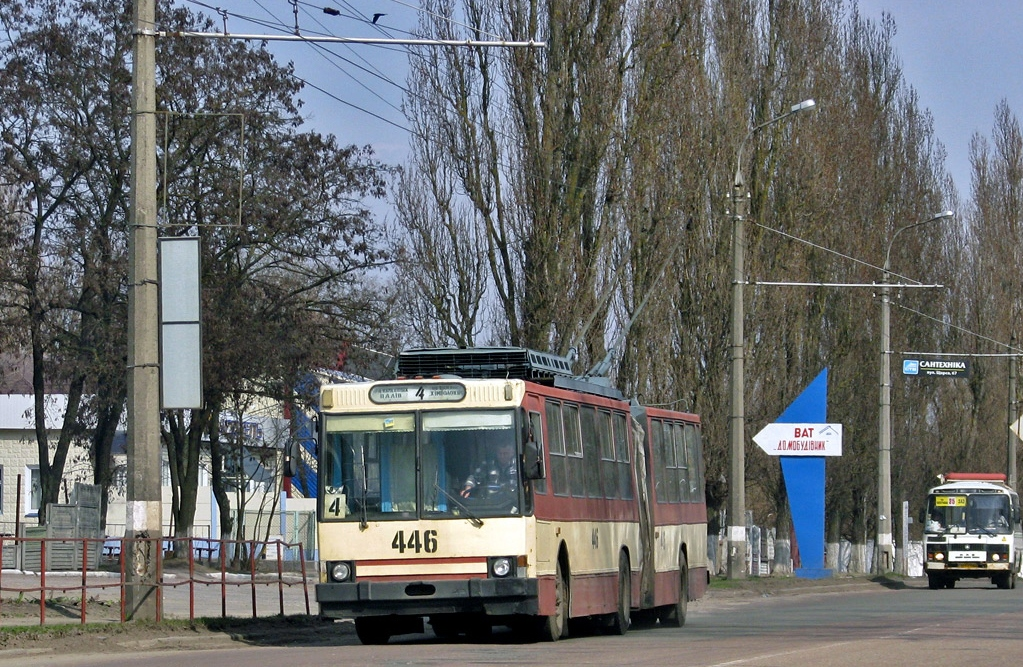
ЮМЗ Т1 у Чернігові